# Fosfoetanolamina
A Fosforiletanolamina, Fosfoetanolamina Sintética , ou ethanol-2-ácido aminofosfórico, ou Calcium EAP (PE ou PHOS-s),  é um composto químico orgânico natural ou sintético,  com patente de 1956 em nome de Vittorio Emiliano Ferrari e Glogio Ferrari, que usaram ácido fosfórico e monoetanolamina para sua síntese (mesmo componentes  da síntese que brasileiros usaram para produzí-la).  Outras rotas de síntese e uso de outros componentes também são descritas na literatura. A PE  é produzida  no organismo de diversos mamíferos e por Escherichia coli em celulose. Trata-se de um éster fosfórico precursor de dois dos quatro fosfolipídios presentes naturalmente na membrana plasmática dos organismos vivos, a fosfatidiletanolamina e a fosfatidilcolina. Ela ajuda a formar uma classe especial de lipídeos, os esfingolipídeos, moléculas que participam da composição estrutural das membranas das células e das mitocôndrias. Como nutriente, está presente na composição natural do leite materno humano, sendo o mais importante aminoácido fosfórico consumido por bebês em fase de amamentação.
Do ponto de vista bioquímico, trata-se de uma amina primária envolvida na biossíntese de lipídeos. Além dessa função estrutural de formar a membrana celular, ela possui ainda uma função sinalizadora, ou seja, informa o organismo de algumas situações que as células estão passando, sendo isolada primeiramente em tumores bovinos e está relacionada com a síntese de acetilcolina e hormonal, além de outras etapas do metabolismo celular, como a apoptose.[carece de fontes?]
No Brasil, foi denominada como "pílula do câncer" e, depois de longa controvérsia midiática, jurídica e política, testes requisitados pelo Ministério da Ciência e Tecnologia demostraram que a substância não tem efeito contra a doença. Apesar disso, foram realizadas tentativas de legalização da substância para uso como suplemento alimentar, denunciadas pela Sociedade Brasileira de Química. Os testes com a fosfoetanolamina sintética feitos pelo Instituto do Câncer de São Paulo demonstraram que a substância não teve efeito sobre tumores sólidos avançados, o que levou o Instituto a suspender novos testes. Mesmo com todas essas evidências contrárias, os defensores da substância alegaram falhas graves na metodologia dos testes e levantaram suspeitas de fraude nos estudos, o que levou a Assembleia Legislativa do Estado de São Paulo a instaurar uma CPI sobre o assunto. O médico e professor alemão Edzard Ernst chamou a Fosforiletanolamina de "o caso mais peculiar do charlatanismo brasileiro".

## Variedades

### Orgânica
Isolado desde 1936, a fosfoetanolamina foi encontrada em tecido de tumores malignos bovinos, outros pesquisadores encontraram a diversos derivados lipídicos, inclusive a fosfoetanolamina, em intestinos de ratos e em tecidos cerebrais de bovinos.
Presente na membrana plasmática de células animais, a fosfoetanolamina participa da síntese de fosfatidiletanolamina no retículo endoplasmático, bem como de várias etapas do metabolismo celular, como o metabolismo mitocondrial, síntese de acetilcolina, e síntese hormonal.

### Sintética
Hans Alfred Nieper, na década de 60, sintetizou e patenteou a rota de síntese dos seguintes compostos lipídicos similares: "Calcium-AEP for Healthy Cells" (Ca-AEP) que possui 3 composições diferentes: Ca-AEP (cálcio aminoetanolfosfato), Mg-AEP (magnésio aminoetanolfosfato) e Ca-Mg-K-AEP (cálcio/magnésio/potássio aminoetanolfosfato), que é comercializada em diversos países há mais de 50 anos como phosphoetanolamine em forma de suplemento alimentar.
Ésteres fosfóricos foram objeto de síntese na década de 1970, quando se caracterizaram e analisaram o comportamento químico de destes novos derivados sintéticos.
No Brasil, os Professores Gilberto Orivaldo Chierice, Salvador Claro Neto, Antônio José Reimer, Sandra Vasconcellos Al-Asfour, Renato Meneguelo e Marcos Vinicius de Almeida estudaram e sintetizaram a fosfoetanolamina sintética com o objetivo de explorar sua função sinalizadora e usá-la a favor do sistema imunológico do corpo.

## Estudos sobre propriedades medicinais e nutritivas
Estudos de metabolômica sugerem a presença de relação entre o mecanismo de apoptose in vitro e a fosfoetanolamina cuja função poderia auxiliar no combate tumoral. A fosfoetanolamina está intimamente relacionada aos mecanismos de regulação do potencial de membrana mitocondrial e junto a testosterona e canadibiol possui potencial de lipodissolver membranas de células cancerosas. Testes pré-clínicos detectaram ação antiproliferativa de células cancerígenas, assim como aumento de células sadias, devido a indução das células pela fosfoetanolamina à apoptose.
A Fosfoetanolamina foi estudada em ratos com leucemia, onde apresentou resultados satisfatórios. Desde então, estudos em humanos vem sendo pedidos para determinar sua atividade.
Pesquisas demonstram que a concentração em cérebros postmortem da fosfoetanolamina e etanolamina encontravam-se diminuídas em doentes de doença de Huntington e alzheimer. Estudos pré-clínicos para modelos experimentais de epilepsia visando a substância também foram executados.
Como nutriente, a fosfoetanolamina está presente na composição natural do leite materno humano, sendo o mais importante aminoácido fosfórico consumido por bebês em fase de amamentação.
Ao mesmo tempo, estudos sugerem o carácter até estimulante de neoplasias como fator de crescimento tumoral em carcinoma mamário, o que somente faz aumentar a controvérsia sobre a liberação de medicamentos sem o devido estudo apenas baseado em apelo popular. Isso concorda com o estudo de 1936, no qual a substância primeiramente foi isolada em tecido de tumores malignos bovinos.

## Controvérsia
No Brasil, uma versão artificial da fosfoetanolamina começou a ser sintetizada pelo químico Gilberto Chierice, então professor do Instituto de Química de São Carlos (IQSC) no final da década de 1980. Após relatos de que essa fosfoetanolamina teria propriedades medicinais capazes de combater alguns tipos de tumores, pacientes acometidos pela doença e seus familiares obtiveram diversas decisões judiciais para conseguir acesso às cápsulas produzidas pelo IQSC, mesmo sem ter passado por testes clínicos, apenas pré-clínicos. Em março de 2016 a USP denunciou Chierice por curandeirismo. A Polícia Civil, entretanto, afirmou não ter encontrado indícios de crime.
USP advertiu a comunidade de que fosfoetanolamina não é medicamento, demonstrando preocupação quando o apelo popular sobrepôs o mérito da pesquisa científica.
Em novembro de 2015 a Academia Brasileira de Ciências (ABC) se manifestou contrariamente ao uso da droga em seres humanos. Dentre outras razões, o comunicado da ABC informou não existirem evidências pré-clínicas sobre a toxicologia, testes em animais, testes da farmacologia e não haver estudos clínicos comparando a eficiência da fosfoetanolamina em relação aos tratamentos convencionais contra o câncer, além de não ser possível garantir a qualidade e a estabilidade dos lotes produzidos pela USP de São Carlos. O comunicado da ABC recomendou que a droga não seja utilizada em seres humanos até que estudos pré-clínicos e clínicos sejam realizados, documentados oficialmente e demonstrem a segurança e eficácia da fosfoetanolamina.
No Brasil, após apelo popular e resultados preliminares que detectaram atoxicidade e ausência de mutação genética testes de segurança, a Câmara dos Deputados e o Senado Federal aprovaram em 23 de março de 2016 o Projeto de Lei da Câmara (PLC) 3/2016, que autorizou pacientes com câncer a usarem a fosfoetanolamina sintética antes mesmo de ser assegurada sua eficiência, segurança e eficácia pela Agência Nacional de Vigilância Sanitária (Anvisa).[carece de fontes?]
Foi autorizada, também, a produção, importação, prescrição, posse ou uso da substância, em caráter excepcional, enquanto estiverem em curso estudos clínicos acerca do produto. Em contrapartida, se exigiu contanto que haja um laudo médico atestando o diagnóstico e a assinatura de termo de consentimento e responsabilidade pelo paciente ou seu representante legal.[carece de fontes?]
A então presidente Dilma Rousseff sancionou a Lei nº 13.269 em 13 de abril de 2016, após sugestão do Ministério da Ciência, Tecnologia e Inovação de que a substância fosse liberada como suplemento alimentar, e não como medicamento, enquanto as pesquisas prosseguissem.
O INCA também demonstrou preocupação quanto ao uso inadvertido de fosfoetanolamina, principalmente pelo eventual abandono de terapias consagradas sem acompanhamento. Em 2017, após teste com 72 voluntários, decidiu suspender a inclusão de novos estudos pelos resultados preliminares recebidos até então de falta de eficácia.
A fosfoetanolamina também esteve em julgamento no Supremo Tribunal Federal, acerca do artigo de lei que tornava ambígua a possibilidade da fosfoetanolamina sintética ser distribuída pelos governos sem a necessidade de registro na ANVISA, por se tratar de medicamento experimental, conforme Proposta de Súmula Vinculante de nº 120 apresentado pelo Partido Democrático Trabalhista ao STF, a qual foi arquivada sem julgamento de mérito, por falta de pressuposto processual (jurisprudência a ser unificada) e sob fundamento de que a Ação Cautelar nº 4081 do Supremo ainda aguardava manifestação do Instituto Nacional do Câncer (INCA) sobre a segurança do composto.
A revista científica Nature repercutiu o fato, noticiando como a ciência e a política estavam tratando do assunto.
Após a aprovação do projeto de lei, apesar de não detectada qualquer toxicidade ou mutação genética nos preliminares testes de segurança realizados pelo Ministério da Ciência, Tecnologia e Inovação, a Anvisa demonstrou contrariedade à liberação do composto, alegando que "é perigoso distribuir para a população uma substância que não passou pelos testes que comprovem sua segurança". Em 24 de março de 2016, o então presidente da Anvisa, Jarbas Barbosa, encaminhou uma nota à presidente Dilma recomendando veto ao projeto, por temer brechas para que qualquer substância que não tenha sua segurança e eficácia comprovadas sejam liberadas por clamor popular.
Um dos diversos argumentos apresentados pela Agência Nacional de Vigilância Sanitária é que os testes necessários para se garantir a segurança e a eficácia de futuros medicamentos, como os testes clínicos e pré-clínicos, inclusive testes em animais, não foram executadas, nem testes não-clínicos de segurança.
Para ser aprovada sua comercialização, qualquer futuro medicamento com potencial terapêutico deve passar por uma série de testes que comprovem sua eficácia e segurança. Dentre os diversos testes determinados em conselho consultivo da Agência Nacional de Vigilância Sanitária (que regularmente abre espaço para consultas públicas a todos os interessados sobre seus métodos, regulamentos e diretrizes) estão os testes pré-clínicos, que incluem testes em animais para determinar, entre outros parâmetros, sua dose letal e os riscos a saúde a qualquer novo composto, bem como testes clínicos, realizados em voluntários sadios. Toda essa documentação, juntamente com regulações sobre regularidade e os ensaios de qualidade devem compor o dossiê técnico do medicamento, para servir de garantia de que o medicamento não irá deixar sequelas ao paciente. Mesmo com toda essa regulação, alguns casos escaparam à previsão, como os da Talidomida, Celecoxib e sibutramina, por haver restrições não documentadas acerca da faixa de uso ou do tempo de tratamento. No caso da fosfoetanolamina, testes pré-clínicos para indicações de epilepsia vêm sendo feitos, mas não há documentação técnica oficial, por ora, para outras indicações, inclusive para o câncer.
A Associação Médica Brasileira (AMB) ajuizou duas ações no Supremo Tribunal Federal (Mandado de Segurança de nº 34.145 e Ação Direta de Inconstitucionalidade de nº 5.501/2016) contra a Lei acima citada. O Ministro Celso de Mello não conheceu do Mandado de Segurança e determinou o seu arquivamento sob fundamento de violação à Súmula 266 da Suprema Corte.[carece de fontes?]
O Conselho Regional de Farmácia de São Paulo, em inspeção sanitária, autuou o Instituto de Química de São Carlos, por produzir composto sem estar regulamentado, não possuir registro de fabricação nem possuir as condições mínimas sanitárias para produzir qualquer substância química que receba o nome de medicamento. Em comunicado, o CRF-SP alegou que não inspecionara antes o instituto porque não considerava a fosfoetanolamina um medicamento, por não contar com nenhum relatório oficial da sua atividade farmacológica contra o câncer e ainda estar em fase de desenvolvimento. Com a judicialização da medicina e após decisões judiciais, o composto saiu do status de composto candidato a fármaco em fase preliminar de desenvolvimento, para composto utilizado em terapia medicamentosa com potencial risco sanitário e a saúde. O Instituto de Química de São Carlos, em comunicado, compartilhou do mesmo entendimento legal de que não tem condições sanitárias de produzir nenhum medicamento. A Vigilância Sanitária, órgão ao qual compete uma possível interdição do laboratório, foi notificada, mas ainda não se pronunciou sobre o caso.

### Testes de segurança
Foram realizados os seguintes teste segurança pelo Ministério da Ciência, Tecnologia e Inovação:
1. Avaliação do Potencial Citotóxico in vitro da Fosfoetanolamina Sintética (FS) e da Fosfoetanolamina Sintética Nanoencapsulada (FSNE)
2. Avaliação da Atividade Citotóxica e Antiproliferativa da Fosfoetanolamina, Monoetanolamina e Fosfobisetanolamina em Células Humanas de Carcinoma de Pâncreas e Melanoma
3. Avaliação da Máxima Dose Tolerada e Seleção de Doses da Fosfoetanolamina Sintética, produzida pelo IQSC-USP em roedores
4. Avaliação da Genotoxicidade da Fosfoetanolamina (USP – São Carlos): Teste de Mutação Reversa em Salmonella Typhimurium (Teste AMES – ENSAIO Salmonella/ MICROSSOMA)

Conforme relatórios do MCTI, os compostos FS e FSNE não são considerados citotóxicos. Somente a monoetanolamina apresentou atividade citotóxica e antiproliferativa, sendo contudo, várias ordens de magnitude menos potente que os antitumorais convencionais, utilizados como controle positivo. Já a fosfoetanolamina e a fosfobisetanolamina não apresentaram nenhuma atividade citotóxica nem antitumoral nos testes in vitro.
A fosfoetanolamina também não apresentou atividade mutagênica quando avaliada no teste de mutação reversa em bactérias Salmonella typhimuirium, na ausência ou na presença de ativação metabólica (S9 extraído de fígado de ratos).[carece de fontes?]
Os testes realizados com ratos, sobre dose única até 5000 mg/kg via oral (etapa I), ou através de doses repetidas (1.000 mg/kg) durante 7 dias (etapa II), a sustância teste não apresentou nenhum sinal indicativo de toxicidade em nenhum dos parâmetros avaliados.[carece de fontes?]
Os Professores Gilberto Orivaldo Chierice, Salvador Claro Neto, Antônio José Reimer, Sandra Vasconcellos Al-Asfour, Renato Meneguelo e Marcos Vinicius de Almeida contestaram os teste executados pelo MCTI e a aparente ausência de atividade antitumoral, alegando que a formula molecular apresentada pelo MCTI é diferente da fórmula registrada nas patentes.[carece de fontes?]

### Estudo clínico no ICESP
Para tentar responder às mais importantes questões envolvendo a fosfoetanolamina, o Instituto do Câncer do Estado de São Paulo (Icesp) desenhou um estudo clínico inédito para avaliar os efeitos da substância no tratamento do câncer. A realização da pesquisa recebeu o aval da Comissão Nacional de Ética em Pesquisa (Conep), do Ministério da Saúde, e um protocolo científico foi elaborado.[carece de fontes?]
A fosfoetanolamina foi sintetizada por um laboratório do interior paulista e, depois, encapsulada pela Furp (Fundação para o Remédio Popular), laboratório oficial do governo do Estado de São Paulo, e encaminhada ao Icesp em quantidade suficiente para a realização da pesquisa.[carece de fontes?]
Numa primeira fase, da qual participaram 10 pacientes, teve como objetivo avaliar a toxicidade da substância para garantir que não havia risco de eventos adversos graves. Esta etapa foi superada e, para a segunda fase a ideia era selecionar 210 pacientes, dos quais 21 para cada tipo de tumor – cabeça e pescoço, pulmão, mama, cólon e reto, colo uterino, próstata, melanoma, pâncreas, estômago e fígado, visando determinar se, de fato, a fosfoetanolamina apresentava eficácia. O professor Chierice acompanhou todo o processo.  A terceira e última fase previa a inclusão de 100 pacientes para cada tipo de câncer.[carece de fontes?]
Os resultados da segunda etapa do estudo indicaram ineficácia da substância (na dose estabelecida pelo protocolo) no controle de todos os tumores contra os quais ela foi testada. A quase totalidade dos pacientes avaliados (98,3%) não apresentou nenhuma resposta objetiva à fosfoetanolamina. Por isso, a inclusão de novos pacientes foi suspensa.
Durante oito meses, todos os pacientes inseridos na segunda fase passaram por avaliações periódicas, com retornos a cada 15 e 30 dias, para consultas e realização de exames, entre os quais a avaliação da evolução da doença por meio de tomografia. Os pacientes envolvidos no estudo seguiram seu tratamento no Icesp.[carece de fontes?]
Os resultados foram considerados extremamente decepcionantes em artigo publicado na plataforma Medscape.

### CPI da Fosfo
A partir dos resultados, foi aberta uma Comissão Parlamentar de inquérito (CPI) para debater e observar os resultados apresentados pelo Icesp. Primeiramente, o Governo do Estado de São Paulo obrigou auditores a acompanharem o processo de testes, mas estes não estiveram presentes. Na ocasião os auditores teriam comprovado uma série de falhas nos testes segundo padrões clínicos aprovados pelo CONEP (Conselho Nacional de Ética e Pesquisa) e a posologia foi questionada: Foi preconizada a tomada de 3 cápsulas diárias 3 vezes ao dia, porém as capsulas foram administradas ao mesmo tempo, em dose única de 1500mg/dia. Outro ponto em discussão foi a utilização de pacientes terminais no primeiro estágio de testes.
Salvador Claro Neto (doutor em química pela USP (Universidade de São Paulo), afirmou que a dosagem que deveria ser administrada aos pacientes foi preconizada em 1995 no Hospital Amaral Carvalho (os dados clínicos desapareceram) e seria de três cápsulas por dia (manhã, tarde e noite) e não três cápsulas no mesmo momento uma vez por dia como foi administrado no Icesp (2016). No entanto, todo o desenho do estudo foi acompanhado e aprovado pelos órgãos regulatórios.[carece de fontes?]